# QuickMail
QuickMail ist ein Mailsystem (Server und Client) des US-amerikanischen Herstellers Outspring.
QuickMail wurde Ende der 1980er Jahre  (also vor Verbreitung des Internet) als E-Mailsystem für Firmennetze von der Firma CE-Software entwickelt. Es war ursprünglich nur für den Apple Macintosh gedacht, später wurden auch Windows Clients und noch später Windows Server entwickelt.
Es bot den vollen Leistungsumfang eines Mailsystems der „Vor-Internet Ära“, also eigene Einwahlmöglichkeiten, um auch unterwegs seine Post per Modem abzurufen (also Mailbox-Funktionalität), ermöglichte die Vernetzung mehrerer Firmenstandorte per Telefonleitungen und die Einbindung von Faxen und damals üblichen Onlineservices wie Connect oder AppleLink.
Die Kommunikation zwischen Mailserver und Client erfolgte mittels eines eigenen Protokolls, dass auf AppleTalk und LocalTalk aufsetzte.
Mit Aufkommen des Internets wurde zunächst mittels Gateways auch das Versenden zu Internet Mailserver auf Basis des Protokolls SMTP ermöglicht, später wurde QuickMail komplet neu programmiert, und so selbst zu einem Internet Mailserver auf Basis von SMTP.
Damit trat QuickMail aber in direkte Konkurrenz zu Programmen wie Eudora und den AIMS bzw. EIMS Mailservern, die kostenlos bzw. als günstige Shareware zu erhalten waren.  Da QuickMail recht teuer war aber im direkten Vergleich nicht genug Vorteile gegenüber kostenlosen Lösungen bot und außerdem bei hohen Nutzerzahlen mit Datenbankinkonsistenzen zu kämpfen hatte, brachen die Verkaufszahlen ein. CE-Software fuhr die Entwicklung immer weiter herunter, bis sie etwa 2002 völlig eingestellt wurde.
Dennoch gab es eine signifikante installierte Basis des Mailsystems, dessen Nutzer dringend auf Updates warteten.
Im Jahre 2004 verkaufte CE-Software die Rechte und Quelltexte von QuickMail an die neu gegründete Firma Outspring, die das Marktpotential positiv einschätzte und QuickMail weiterentwickelt. Dabei wurde zunächst das anfällige Datenbankkonzept von QuickMail geändert, wodurch das Produkt eine zu CE-Zeiten kaum erreichte Stabilität erlangte. Outspring bot 2006 für QuickMail verschiedene Anti-Spam-Lösungen an, die zum Teil tägliche, jedoch gebührenpflichtige Updates boten, um sich so zusätzliche Einnahmen zu sichern.
Mitte 2008 hat Outspring jedoch erklärt, die Codebasis nicht mehr weiterentwickeln zu können, da sie auf CodeWarrior beruhe und CodeWarrior keinen Intel-Code erzeugen kann, den aktuelle Apple Computer benötigen. Eine Weiterführung hätte also eine Umstellung z. B. auf Xcode erfordert, die praktisch einem Neuschreiben gleichgekommen wäre.
Outspring ließ offen, ob zu einem späteren Zeitpunkt eine neue Version des Quickmailservers von Grund auf neu programmiert werde. Als Mailclient empfahl Outspring sein eigenes Produkt Outspring Mail, das erstmals 2007 vorgestellt wurde und umfangreiche Importfunktionen aus QuickMail bot. Der Mailclient wurde aber von den bisherigen Quickmailnutzern nicht angenommen und verkaufte sich nur mäßig, die Weiterentwicklung wurde daher Ende 2009 eingestellt.
Outspring entwickelt heute Apple iOS Applikationen.
Die letzten Versionen von Quickmail (sowohl Client und Server) ist auf  Snow Leopard Mac OS X noch lauffähig, benötigen jedoch Rosetta. Das Ende der Lebensdauer von Quickmail ist daher abzusehen, da ab Mac OS X Lion OS X kein Rosetta mehr enthält.